# Патрульная машина 54
«Патрульная машина 54» — американская комедия 1994 года режиссёра Билла Фишмана. По мотивам телесериала 1960-х годов «Машина 54, где вы?».

## Сюжет
Гюнтер Туди и Фрэнсис Малдун — офицеры нью-йоркской полиции, напарники по парульной машине № 54, которые должны защищать свидетеля, который должен давать показания по делу мафии. В то же время им приходится иметь дело со своими личными проблемами, обычными преступниками и своим начальником капитаном Андерсоном.

## В ролях
- Дэвид Йохансен — офицер Гюнтер Туди
- Джон Макгинли — офицер Фрэнсис Малдун
- Рози О’Доннелл — Люси Туди
- Нипси Расселл — капитан полиции Дэйв Андерсен
- Эл Льюис — офицер Лео Шнауцер
- Фрэн Дрешер — Велма Велюр
- Дэниел Болдуин — Дон Мотти
- Джереми Пивен — Герберт Хортс
- Пенн и Теллер — Лютеры
- и другие

## О фильме
Фильм был снят в 1990 году, первоначально задумывался как мьюзикл (в главной роли — лидер группы «New York Dolls» Дэвид Йохансен, также в фильме можно видеть рок-группу «Ramones»), но несколько раз редактировался, и вышел в прокат только в 1994 году, большинство музыкальных номеров в фильм не вошли.

## Критика
Фильм был полным провалом. При бюджете более 10 млн долларов кассовые сборы составили только десятую его часть. Везде получил негативные отзывы; современной прессой включался в топы худших фильмов; в настоящее время (2021 год) на «Rotten Tomatoes» имеет рейтинг 0 % основанный на 17 отзывах. 
За роль в том числе в этом фильме актриса Рози О’Доннелл получила анти-премию «Золотая малина».